# Notothixos cornifolius
Notothixos cornifolius är en sandelträdsväxtart som beskrevs av Oliver. Notothixos cornifolius ingår i släktet Notothixos och familjen sandelträdsväxter. Inga underarter finns listade i Catalogue of Life.